# آلبرتا سانتوچو
آلبرتا سانتوچو (ایتالیایی: Alberta Santuccio؛ زادهٔ ۲۲ اکتبر ۱۹۹۴) شمشیرباز اهل ایتالیا است.
وی در مسابقات کشوری و بین‌المللی در مجموع برندهٔ ۱ مدال برنز شده‌است.